# South Holland (Angleterre)
South Holland est un district non métropolitain du Lincolnshire, en Angleterre. Sa population est de 88 270 habitants (2011).

## Composition
Le district est composé des paroisses civiles suivantes:
- Cowbit
- Crowland
- Deeping St. Nicholas
- Donington
- Fleet
- Gedney
- Gedney Hill
- Gosberton
- Holbeach
- Little Sutton
- Long Sutton
- Lutton
- Moulton
- Pinchbeck
- Quadring
- Sutton Bridge
- Sutton St. Edmund
- Sutton St. James
- Tydd St. Mary
- Surfleet
- Weston
- Whaplode